# Unterseeboot 979
L'Unterseeboot 979 ou U-979 est un sous-marin allemand (U-Boot) de type VIIC utilisé par la Kriegsmarine pendant la Seconde Guerre mondiale.
Le sous-marin fut commandé le 5 juin 1941 à Hambourg (Blohm + Voss), sa quille fut posée le 10 août 1942, il fut lancé le 15 avril 1943 et mis en service le 20 mai 1943, sous le commandement de l'Oberleutnant zur See Johannes Meermeier.
Il est sabordé en mer du Nord en mai 1945.

## Conception
Unterseeboot type VII, l'U-979 avait un déplacement de 769 tonnes en surface et 871 tonnes en plongée. Il avait une longueur totale de 67,10 m, un maître-bau de 6,20 m, une hauteur de 9,60 m et un tirant d'eau de 4,74 m. Le sous-marin était propulsé par deux hélices de 1,23 m, deux moteurs diesel Germaniawerft M6V 40/46 de 6 cylindres en ligne de 1 400 cv à 470 tr/min, produisant un total de 2 060 à 2 350 kW en surface et de deux moteurs électriques Brown, Boveri & Cie GG UB 720/8 de 375 cv à 295 tr/min, produisant un total 550 kW, en plongée. Le sous-marin avait une vitesse en surface de 17,7 nœuds (32,8 km/h) et une vitesse de 7,6 nœuds (14,1 km/h) en plongée. Immergé, il avait un rayon d'action de 80 milles marins (150 km) à 4 nœuds (7,4 km/h; 4,6 milles par heure) et pouvait atteindre une profondeur de 230 m. En surface son rayon d'action était de 8 500 milles nautiques (soit 15 700 km) à 10 nœuds (19 km/h).
L'U-979 était équipé de cinq tubes lance-torpilles de 53,3 cm (quatre montés à l'avant et un à l'arrière) et embarquait quatorze torpilles. Il était équipé d'un canon de 8,8 cm SK C/35 (220 coups), d'un canon antiaérien de 20 mm Flak et d'un canon 37 mm Flak M/42 qui tire à 15 350 mètres avec une cadence théorique de 50 coups par minute. Il pouvait transporter 26 mines TMA ou 39 mines TMB. Son équipage comprenait 4 officiers et 40 à 56 sous-mariniers.

## Historique
Il reçut sa formation de base au sein de la 5. Unterseebootsflottille jusqu'au 31 juillet 1944, puis il rejoint son unité de combat dans la 9. Unterseebootsflottille. À partir du 15 octobre 1944, l'U-979 fut transféré la 11. Unterseebootsflottille.
Après un court trajet de Kiel à Horten, l'U-979 commence sa première patrouille le 14 août 1944 sous les ordres de Johannes Meermeier, promu Kapitänleutnant le 1er août 1944.
Le 22 septembre 1944 à 18 h 54, l'U-979 attaque d'une torpille le combat stores ship (en) américain USS Yukon (en), à environ quatre milles nautiques du Phare de Skagi, Reykjavik (Islande). Un membre d'équipage américain est tué, un autre succombe à ses blessures et treize autres sont blessés. Aidé par deux remorqueurs, le navire atteint Reykjavik cinq heures après.
 Le 23 septembre 1944, en tentant d'attaquer un convoi, l'U-979 est attaqué par des charges de profondeur du chalutier anti-sous-marin britannique HMS St. Kenan, endommageant son périscope.
 L'U-979 se rend à Trondheim le 10 octobre 1944.
Sa deuxième patrouille, d'une durée de 69 jours, lse déroule en mer de Norvège ainsi qu'au large des côtes du sud de l'Islande, sans succès.
Le 26 mars 1945, l'U-979 fait une sortie en mer pour quatre jours.
Sa troisième patrouille commence le 29 mars 1945 au départ de Bergen pour l'Islande. Le 2 mai dans l'après-midi, alors qu'il navigue dans la baie de Faxaflói, il torpille un navire de guerre britannique qui coule immédiatement. Sur les 23 hommes d'équipage, il y a un survivant (le barreur John Milnes).
 Trois jours plus tard dans la même zone, l'U-979 torpille et endommage un navire marchand britannique du convoi RU-161. Le pétrolier est touché du côté tribord par deux torpilles, provoquant l'inondation de six compartiments étanches. Ce navire est remorqué à Hvalfjörður pour effectuer quelques réparations temporaires avant d'être transféré cinq jours plus tard à Methil pour des réparations approfondies.
Le 24 mai 1945, alors qu'il s'apprête à se rendre aux alliés, l'U-979 s'échoue accidentellement sur un banc de sable au large d'Amrum. L'équipage le saborde à la position géographique 54° 36′ 05″ N, 8° 21′ 07″ E.
L'épave est toujours présente.

## Affectations
- 5. Unterseebootsflottille du 20 mai 1943 au 31 juillet 1944 (Période de formation).
- 9. Unterseebootsflottille du 1er août 1944 au 14 octobre 1944 (Unité combattante).
- 11. Unterseebootsflottille du 15 octobre 1944 au 8 mai 1945 (Unité combattante).

## Commandement
- Kapitänleutnant Johannes Meermeier du 20 mai 1943 au 24 mai 1945.

## Patrouilles
|       | Commandant                | Départ          | Départ    | Arrivée         | Arrivée   | Jours     | Succès   |
| ----- | ------------------------- | --------------- | --------- | --------------- | --------- | --------- | -------- |
|       | Kptlt. Johannes Meermeier | 6 août 1944     | Kiel      | 8 août 1944     | Horten    | 3 jours   |          |
| 1     | Kptlt. Johannes Meermeier | 14 août 1944    | Horten    | 10 octobre 1944 | Trondheim | 58 jours  | 5 969    |
| 2     | Kptlt. Johannes Meermeier | 9 novembre 1944 | Trondheim | 16 janvier 1945 | Stavanger | 69 jours  |          |
|       | Kptlt. Johannes Meermeier | 26 mars 1945    | Stavanger | 29 mars 1945    | Bergen    | 4 jours   |          |
| 3     | Kptlt. Johannes Meermeier | 29 mars 1945    | Bergen    | 24 mai 1945     | Sabordé   | 57 jours  | 6 734    |
| Total | Total                     | Total           | Total     | Total           | Total     | 191 jours | 12 703 t |

Note : Kptlt. = Kapitänleutnant

## Navires coulés
L'U-959 a coulé 1 navire de guerre auxiliaire de 348 tonneaux, a endommagé 1 navire marchand de 6 386 tonneaux et un navire de guerre auxiliaire de 5 969 tonneaux au cours des 3 patrouilles (191 jours en mer) qu'il effectua.
| Date              | Nom            | Nationalité | Tonnage | Convoi | Fait      | Localisation         |
| ----------------- | -------------- | ----------- | ------- | ------ | --------- | -------------------- |
| 22 septembre 1944 | USS Yukon (en) | US Navy     | 5 969   | -      | Endommagé | 64° 07′ N, 22° 50′ O |
| 2 mai 1945        | HMS Ebor Wyke  | Royal Navy  | 348     | -      | Coulé     | 64° 10′ N, 23° 12′ O |
| 5 mai 1945        | Empire Unity   | Royaume-Uni | 6 386   | RU-161 | Endommagé | 64° 23′ N, 22° 37′ O |